# 합천 해인사 경학원
합천 해인사 경학원(陜川 海印寺 經學院)은 경상남도 합천군 가야면, 해인사에 있는 건축물이다. 
1997년 1월 30일 경상남도의 유형문화재 제329호 해인사 경학원으로 지정되었다가, 2018년 12월 20일 현재의 명칭으로 변경되었다.

## 개요
해인사는 우리나라 3대 사찰 중 하나로 통일신라 애장왕(재위 800∼809) 때 순응과 이정이 세웠다고 전하며 팔만대장경판을 보관하고 있다.
해인사 경학원은 원래 경홍전이라고도 불렀는데 왕과 태자의 만수무강을 비는 건물이다. 고종 29년(1892) 민형식의 뜻에 따라 범운화상이 지었고 경홍전이라 불렀다. 그 뒤 1946년 주지스님인 환경이 이름을 경학원으로 바꾸고 해행당에 모시고 있던 역대 고승들의 영정을 이곳에 모셨다.
지금은 해인승가대학의 도서관으로 사용되고 있다.

## 참고 자료
- 해인사경학원 - 국가유산청 국가유산포털